# Asłan Chadarcew
Asłan Chazbijewicz Chadarcew (ros. Аслан Хазбиевич Хадарцев; ur. 4 lutego 1961; zm. 7 maja 1990) – radziecki zapaśnik startujący w stylu wolnym.
Mistrz świata w 1983, 1986 i 1987. Mistrz Europy w 1988 i 1989. Triumfator igrzysk Dobrej Woli w 1986. Pierwszy w Pucharze Świata w 1984. Pierwszy w drużynie w 1983, 1985 i 1986. Wygrał zawody Przyjaźń-84.
Mistrz ZSRR w 1983, 1986 i 1987; drugi w 1981, 1982, 1985 i 1989 roku.
Poniósł śmierć w wypadku drogowym.